# 1983 في كندا
فيما يلي قوائم الأحداث التي وقعت خلال عام 1983 في كندا.

## أحداث
- 23 يوليو – طيران كندا الرحلة 143
- 5 يوليو – المخيم الكشفي العالمي الخامس عشر

## سياسة

### تعيين في المنصب
- 29 أغسطس – مارتن مولروني زعيم المعارضة الرسمية [الإنجليزية]‏، عضو مجلس العموم الكندي.

## رياضة
- 12 يونيو – جائزة كندا الكبرى 1983 الفائز رينيه أرنو.

## برامج ومسلسلات وأنمي
- المحقق غادجيت

## مواليد

### يناير
- 6 يناير – دنهام براون لاعب كرة سلة كندي.
- 21 يناير – ماريس أوليت[1]

### فبراير
- 1 فبراير – آلان روشا لاعب كرة قدم سويسري.[2]
- 7 فبراير – مالكولم هوارد مُجدّف كندي.[3]
- 8 فبراير – أتيبا هاتشينسون لاعب كرة قدم كندي.[4]
- 8 فبراير – جيرمين أندرسون لاعب كرة سلة كندي.

### مارس
- 31 مارس – آشلي بول[5]

### أبريل
- 1 أبريل – مات غوردون عارض كندي.
- 11 أبريل – جينيفر هيل متزلجة حرة كندية.

### مايو
- 6 مايو – باسكال تشاربونو لاعب شطرنج كندي.
- 15 مايو – جوش سيمبسون لاعب كرة قدم كندي.[6]
- 21 مايو – أنجولي موسيقية كندية.

### يونيو
- 12 يونيو – كرستين سينكلير لاعبة كرة قدم كندية.[7]
- 14 يونيو – تورانس كومبس ممثل كندي.

### يوليو
- 6 يوليو – غريغوري سميث

### سبتمبر
- 25 سبتمبر – دانييل فيرنانديز لاعب كرة قدم برتغالي.[8]

### أكتوبر
- 3 أكتوبر – ميجان هيفيرن ممثلة كندية.[9]
- 16 أكتوبر – كيني أوميغا مصارع محترف كندي.[10]
- 21 أكتوبر – شارلوت سوليفان ممثلة كندية.[11]

### نوفمبر
- 1 نوفمبر – جيرمين بوكنور لاعب كرة سلة كندي.
- 24 نوفمبر – كارين فاناس ممثلة كندية.[12]

### ديسمبر
- 15 ديسمبر – رينيه دوبريه مصارع محترف كندي.

## وفيات

### يونيو
- 12 يونيو – نورما شيرر (مواليد 1902)[13]

### يوليو
- 13 يوليو – غابرييل روي (مواليد 1909)[14]
- 26 يوليو – لاري قينز (مواليد 1900)

### ديسمبر
- 21 ديسمبر – رود كاميرون (مواليد 1910)[15]